# Marxiana grandiosa
Marxiana grandiosa är en stekelart som beskrevs av Girault 1932. Marxiana grandiosa ingår i släktet Marxiana och familjen puppglanssteklar. Inga underarter finns listade i Catalogue of Life.